# リバース・ロジスティクス
リバース・ロジスティクス（英語：Reverse logistics）とは、生産者から消費者に商品を運搬する「ロジスティクス」に対し、消費者から生産者に対するリコールなどの回収、損傷や不具合による返品、廃棄など上流への移動に関連する全ての業務を包含する。これは、価値を創出する、または適切に廃棄することを目的とした最終目的地から商品を移動させるプロセスである。また、再生品や修理品、新品などを組み合わせた再製造や再使用、リファビッシュも定義に含まれる場合がある。この動きからロジスティクスは動脈物流と表現されることに対し、リバースロジスティックスは静脈物流とも表現され、逆物流管理、逆転物流管理、還流物流とも称される。

## 概要
初期のリバース・ロジスティックスは、商品の損傷や期限切れ、誤配などによって発生した製品が通常とは逆の方向に移動する事だけであり研究などは一切行われていなかったが、環境保護に対する関心の高まりとグリーン・サプライチェーン・マネジメントの概念が誕生したことにより、現代のロジスティクスにおいて重要性は高まっている。単にコストが掛かる返品プロセスに新たな価値を生み出すため、処分だけでなく、手を加えた上で古本や古着などと同様、2次マーケットで再販売を行う体制を構築し、還流ロジスティックス（循環型SCM）としてシステム化し、運用すべきだと1992年にアメリカの研究者ジェームス・ストックが「CLM白書」内で提唱した。
日本では販売された商品の返品を安易に受け付けない文化が根付いているが、アメリカや中国では商品の返品は凡常であり、全米小売市場での返品総額は7,610億ドルとなり、これは市場の16.6%を占める数値となる。2021年は前年比プラス10.6%伸びており、Eコマース部門では20.8%とEC需要の伸びと併せ短期間で大幅に増加したことが窺えることから、リバースロジスティクスの構築は避けて通れない問題となっている。2022年時点で日本の大手通販サイトなども返品のし易さや手続きの簡素化、送料の可視化などを行うことで購入のハードルを下げる取り組みが行われており、返品傾向から今後のマーケティングや商品開発に生かすソリューション企業なども誕生している。また、頻繁に返品を行う一部の悪質な消費者に対し、販売データを基に販売しないなど、海外では既に導入されている技術も検討されている。
供給側の問題として、これらEC需要の伸びに対し配送（ラストワンマイル）や倉庫などのインフラストラクチャーが世界的に追い付いておらず、労働力不足も問題として浮彫となっているため、小売事業者では対策として、アプリなどを利用した販売の最適化や倉庫の自動化（DX化）などを政府と協力しながら開始している。
DBシェンカーではチェコ共和国に55,000平方メートルのAGVを採用した先進的物流施設の建設を行い、2023年に竣工予定となっており、稼働後、現在使用されているフルフィルメントセンターがリバース・ロジスティクス専用となる計画である。米国通販大手AmazonでもUPSと協力し、新たな返品サービスの導入試験が行われた後に開始されており、2021年のUPS収益の11.7%がリバース・ロジスティクスによるものであった。2021年時点で世界のリバース・ロジスティクス・サプライチェーンは4,152億ドル（約59兆円）と評価されており、2025年には6,000憶ドル（約88兆円）以上に達するであろうと予測されている。